# Węzeł bramszotowy
Węzeł bramszotowy – węzeł żeglarski będący modyfikacją węzła szotowego. Jest to wzmocniony węzeł szotowy, zwany często węzłem szotowym podwójnym, uzyskany przez podwójne oplecenie pętli.
Węzeł służy do silnego łączenia dwóch linek, nawet o różnej grubości.